# Mesoregione di Litoral Sul Paulista
Litoral Sul Paulista è una mesoregione dello Stato di San Paolo, in Brasile

## Municipi
Comprende 2 microregioni:
- Itanhaém
- Registro

| Controllo di autorità | VIAF (EN) 2817150325526510090004 |